# Спартак (Волгоградская область)
Спартак — хутор в Дубовском районе Волгоградской области России, в составе Лозновского сельского поселения.
Население — 88 (2010)

## История
Дата основания не установлена. Вероятно основан в период коллективизации как ферма совхоза «Баррикады». Решением Волгоградского облисполкома от 4 декабря 1964 года № 34/501 посёлок фермы № 2 совхоза «Баррикады» Лозновского сельского Совета переименован в посёлок Спартак;. При этом впервые посёлок Спартак был отмечен на карте РККА 1941 года.

## География
Хутор расположен в степи в пределах Приволжской возвышенности, относящейся к Восточно-Европейской равнине, по левой стороне балки Тишанка. Центр хутора расположен на высоте около 110 метров над уровнем моря. Почвы — каштановые.
У хутора проходит автодорога, связывающая село Лозное и город Дубовку. По автомобильным дорогам расстояние до областного центра города Волгограда составляет 60 км, до районного центра города Дубовка — около 40 км, до административного центра сельского поселения села Лозное — 27 км.
Часовой пояс
Спартак, как и вся Волгоградская область, находится в часовой зоне МСК (московское время). Смещение применяемого времени относительно UTC составляет +3:00.

## Население
Динамика численности населения по годам:
| 1987  | 2002 |
| ----- | ---- |
| ≈ 120 | 99   |

| 2010 |
| ---- |
| 88   |